# Nicholas DiOrio
Nicholas DiOrio (Morgan Township, 4 febbraio 1921 – Green Tree, 11 settembre 2003) è stato un calciatore statunitense, di ruolo attaccante.

## Biografia
Cresciuto a Pittsburgh in Pennsylvania, completa gli studi liceali nel 1939. Durante la frequentazione al liceo era conosciuto come un giocatore di basket noto per aver segnato 50 punti in una sola partita.
Dopo il ritiro avvenuto nel 1959 divenne il presidente della Penn Occidente Soccer Association e morì di cancro al colon l'11 settembre 2003.

## Carriera

### Club
Dopo aver finito gli studi inizia a lavorare come operaio senza mai trascurare la sua passione durante il tempo libero, il calcio e così viene acquistato dal Morgan Strasser dove inizia la sua carriera da calciatore professionista. Nel 1946 si trasferisce ai Pittsburgh Strasser e poi ai Chicago Vikings, per poi far ritorno ai Morgan Strasser. Dopodiché si trasferisce all'Harmarville Hurricanes e al Pittsburgh Beadling, dove chiuderà la sua carriera calcistica.

### Nazionale
Nel 1950 ha partecipato al Campionato mondiale di calcio "Jules Rimet" senza una partita giocata.